# Agelasta pardalis
Agelasta pardalis là một loài bọ cánh cứng trong họ Cerambycidae.